# USS Barry (DD-2)
USS Barry (DD-2) – amerykański niszczyciel typu Bainbridge. Należał do pierwszych niszczycieli US Navy.

## Historia
Stępkę pod USS "Barry" położono 2 września 1899 w filadelfijskiej stoczni Neafie and Levy. Okręt wodowano 22 marca 1902, wejście do służby miało miejsce 24 listopada 1902. Okręt został przydzielony do pierwszej flotylli torpedowej Floty Północnego Atlantyku i w jej ramach w lecie 1903 brał udział w manewrach u wybrzeży Nowej Anglii. W grudniu 1903 okręt przez Kanał Sueski udał się na Filipiny, gdzie w latach 1904 – 1917 służył w ramach 1 Flotylli Torpedowej wchodzącej w skład floty azjatyckiej US Navy.
1 sierpnia 1917 "Barry" opuścił Filipiny i przez Kanał Sueski udał się Gibraltaruu, gdzie dotarł 20 października. Do sierpnia 1918 eskortował konwoje w rejonie Morza Śródziemnego. We wrześniu 1918 powrócił do Stanów Zjednoczonych, gdzie do końca roku wykorzystywano go do patrolowania wybrzeży i misji eskortowych. 28 czerwca został wycofany ze służby i sprzedany na złom 3 stycznia 1920.